# Serpa naperőmű
A Serpa naperőmű 11 megawatt teljesítményű fotovillamos naperőmű Portugáliában, Alentejo régióban, 200 kilométerre délre a fővárostól, Lisszabontól. 2006 júniusa és 2007 januárja között készült. A rendszer napelemei a Napot követő technikának köszönhetően mindig a Nap irányába fordulnak.
A Serpa erőmű évente 30 000 tonna üvegházhatású gáz kibocsátástól kíméli meg a Földet. Az amerikai General Electric fizette a projekt egy részét. Portugáliában 1990 óta 34%-kal csökkentették a szén-dioxid kibocsátást.